# آمازون فایر تی‌وی

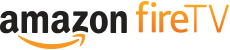
لوگوی سابق آمازون فایر تی‌وی

آمازون فایر تی‌وی (به انگلیسی: Amazon Fire TV) خطی از پخش‌کننده‌های رسانه دیجیتال و میکروکنسولهای توسعه‌یافته توسط آمازون است. این دستگاه‌ها وسایل شبکه کوچکی هستند که محتوای صوتی و تصویری دیجیتالی را که از طریق اینترنت پخش می‌شود را به یک تلویزیون با کیفیت بالا متصل می‌کنند. آن‌ها همچنین به کاربران اجازه می‌دهند به محتوای محلی دسترسی داشته باشند و با کنترل از راه دور یا کنترل‌کننده بازی دیگر یا با استفاده از کنترل از راه دور برنامه تلفن همراه در دستگاه دیگر، بازی‌های ویدیویی انجام دهند.